# Poecilmitis psyche
Poecilmitis psyche är en fjärilsart som beskrevs av Terence Dale Pennington 1966/67. Poecilmitis psyche ingår i släktet Poecilmitis och familjen juvelvingar. Inga underarter finns listade i Catalogue of Life.